# Acmaeodera acanthicola
Acmaeodera acanthicola är en skalbaggsart som beskrevs av Barr 1972. Acmaeodera acanthicola ingår i släktet Acmaeodera och familjen praktbaggar. Inga underarter finns listade i Catalogue of Life.